# 馮崇
馮崇（生卒年不詳），北燕昭成帝廢太子。太興元年（431年），馮弘將自己元配王氏及其所生之子、太子馮崇廢掉。並於太興二年（432年）四月，冊立後燕皇族之女慕容氏為天后，藉以抬高其身價。於是，長樂公馮崇以及馮崇之同母弟廣平公馮朗、樂陵公馮邈也懼怕被繼母迫害，禍及自身，於是舉郡向北魏投誠。魏帝拓跋燾封馮崇為遼西王，任命他為車騎大將軍、都督幽平東夷諸軍事，幽、平二州牧，全食遼西十郡，比之王國。